# Harald George Hewett
Sir Harald George Hewett, 4. Baronet (auch Harold George Hewett, * 24. Oktober 1858 in Aldeburgh, Suffolk; † 5. März 1949), war ein britischer Maler und Offizier der Britischen Armee.

## Leben
Hewett, sechstes Kind und ältester Sohn aus der ersten Ehe von Sir George John Routledge Hewett, 3. Baronet (1818–1876) mit Clara von Pochhammer (1830–1867), einer Tochter des preußischen Generalleutnants und Romanciers Wilhelm von Pochhammer, studierte in den Jahren 1874 bis 1876 an der Kunstakademie Düsseldorf Malerei. Dort waren Andreas Müller und Heinrich Lauenstein seine Lehrer. Als sein Vater am 15. April 1876 starb, trat Hewett die Nachfolge als 4. Baronet, of Nether Seale in the County of Leicester, an. Dieser britische Adelstitel war am 6. November 1813 in der Baronetage of the United Kingdom von Georg III. für seinen Urgroßvater George Hewett (1750–1840), einen britischen General und Oberbefehlshaber in Irland, geschaffen worden.
Hewett beschritt eine Militärlaufbahn, die ihn in den Rang eines Hauptmanns (Captain) und Ehrenmajors (Honorary Major) der Edinburgh Royal Garrison Artillery Militia beförderte. Hewett gehörte zu den Unterstützern der 1893 gegründeten British Sea-Anglers’ Society.

## Ehen und Nachkommen
In erster Ehe war er seit 1887 mit Emma Pope († 1889) verheiratet. Mit ihr hatte er zwei Töchter. In zweiter Ehe heiratete er 1892 Eleanor Margaret Studdy, mit der er drei Söhne und eine Tochter hatte.
Als er 1949 starb, erbte sein Sohn aus zweiter Ehe, John George Hewett (1895–1990), seinen Adelstitel.